# Aliaporcellana pygmaea
Aliaporcellana pygmaea is een tienpotigensoort uit de familie van de Porcellanidae. De wetenschappelijke naam van de soort is voor het eerst geldig gepubliceerd in 1902 door De Man.